# 마 (장기)
마(馬)는 장기에 사용되는 기물 중 하나이다. 시작할 때 양측이 각각 2개의 기물을 가지고 시작한다. 차(車), 포(包), 상(象)과 함께 대기물(大棋物)에 속한다. 기물 점수는 5점이다

## 초기 배치
마의 초기 배치는 각 판차림에 따라 초기에 배치하는 위치가 달라진다.
초의 입장에서 볼 때 각 차림에 따른 마의 위치는 다음과 같다.
| 차림       | 그림 | 왼마 | 오른마 |
| ---------- | ---- | ---- | ------ |
| 왼상차림   |      | 03   | 08     |
| 오른상차림 |      | 02   | 07     |
| 안상차림   |      | 02   | 08     |
| 바깥상차림 |      | 03   | 07     |

만약 한과 초가 모두 왼상차림일 경우 마의 배치는 다음과 같다.
위의 그림에서 각 마의 초기 위치에 따른 명칭은 다음과 같다.
- 13 & 03의 마 : 왼마
- 18 & 08의 마 : 오른마

조선민주주의인민공화국에서 쓰이는 기동차 차림을 할 경우, 마의 배치가 안상차림과 동일하게 된다.

## 기물의 이동
마의 기본적인 행마법은 다음과 같다.
상하 또는 좌우로 한칸을 간 후에 같은 방향쪽으로 대각선으로 한칸 이동한다.

### 예외
만약 보기와 같이 장애물이 마를 막고 있을 경우, 예외가 생기게 된다.
현재 병이 있는 자리를 멱이라고 하는데, 멱이란 기물의 이동이 막혀있는 길(길목)으로 순 우리말 장기 용어이다. 이곳에 기물이 있을 경우 마는 그쪽 방향으로 이동이 불가능하다. 보통 초심자들이 멱을 잘 모르고 장기를 둘때가 있는데, 멱도 모르고 장기를 둔다는 뜻인 멱부지(멱不知)라는 격언이 있다.

## 마의 가치
점수제 방식의 대국에서는 각 기물의 점수적인 가치는 다음과 같다.
|             | 궁(장) | 차 | 포 | 마 | 상 | 사 | 졸·병 |
| 기물의 점수 | ∞      | 13 | 7  | 5  | 3  | 3  | 2     |

다른 장기 기물과 비교를 하였을 때, 점수를 보면 마는 5점이다. 초반에 포의 다리를 놓아 주는 역할을 하며, 흔히 마불변행(馬不邊行)이라 하여, 대부분 마가 변으로 가면 잡히기 쉬워져 좋지 않게 된다. 점수제에서 포가 비록 마보다 점수가 높으나, 종반전 이후로 기물이 몇 개 남지 않았을 경우, 포의 움직임이 상당히 한정되기 때문에 마가 포보다 더 활용가치가 있을 경우가 있다. 그러나 누가 다루느냐에 따라 다르지만 마는 비록 5점이지만 오히려 3점인 상보다도 효용가치가 떨어지는 경우도 있다.

## 샹치와의 차이점
- 마는 유일하게 한국식 장기와 샹치에서 행마법이 완전히 같은 기물이다.

## 관련 용어
- 곁마 : 궁성에서 처음 궁이 놓인 위치의 양 옆자리에 마를 배치시킨 형태.[1]
- 고등마 : 궁성의 귀마가 정 중앙에 있는 졸(병) 앞으로 진출한 형태.[1]
- 귀마 포진 : 초반에 마 하나만을 궁성의 한쪽 귀에 배치시키는 포진으로 장기인들이 가장 많이 애용하는 대표적인 포진이다.[2]
- 원앙마 포진 : 궁성 앞 정면에 마가 진출하여 마끼리 서로 연결되어 원앙형태로 진형을 갖추는 포진으로 부부 금술이 좋기로 유명한 원앙새를 비유하여 붙여진 이름이다.[2]
- 양귀마 포진 : 궁성의 양쪽 귀에 양마를 배치시킨 후 정중앙의 졸을 한 칸 올려 진형을 갖추는 포진.[2]